# Indret de la Font
L'Indret de la Font és una obra de Rupià (Baix Empordà) protegida com a bé cultural d'interès local.

## Descripció
Situada al costat de la riera de Rupià, prop de Can Grau. És interessant el paisatge i els elements que s'ubiquen en tot l'indret situat al costat de la riera de Rupià. Entre aquests, es presenta la construcció de la font, a la qual s'hi accedeix a través d'un petit pont de pedra, d'un ull, amb escales, que travessa la riera. És un indret recollit i humit, situat no gaire lluny del poble.